# Aesop (бренд)
Aesop (стилізовано як Aēsop) — це австралійський бренд косметики класу люкс, який виробляє засоби по догляду за шкірою, волоссям і парфуми зі штаб-квартирою в Коллінгвуді, Вікторія.  Бренд належить французькій косметичній компанії L'Oréal з 30 серпня 2023 року. 

## Брендинг
Бренд відомий за дотримання сучасного підходу добрендингу.  Aesop не використовує традиційну реклами чи розпродажі зі знижками для просування своїх продуктів, а радше привертає увагу завдяки дизайну своїх продуктів, магазинів та зовнішніх комунікацій.  

### Назва, логотип і брендинг
За словами засновника Денніса Пафітіса, назву бренду надихнув Езоп, грецький байкар та оповідач.

## Точки продажу
Aesop має понад 235 фірмових магазинів в Австралії, Новій Зеландії, Японії, Канаді, Сінгапурі, Малайзії, Філіппінах, Південній Кореї, США, Італії, Франції, Нідерландах, Німеччині, Швейцарії, Гонконгу, Швеції, Норвегії, Іспанії, Бразилії, Об’єднаних Арабських Еміратах, Бельгії,  Великобританії та на Тайвані.  